# Rue des Trois-Croissants
La rue des Trois-Croissants est une voie de Nantes, en France.

## Situation et accès
Située dans le centre-ville de Nantes, la rue des Trois-Croissants, qui relie la rue du Moulin et la place Dulcie-September à la place de l'Écluse (cours des 50-Otages), est pavée et fermée à la circulation automobile. Elle est rejointe par les rues Bossuet, des Bons-Français, Saint-Léonard et des Carmes.

## Origine du nom
Le nom de la voie vient de la présence d'une hôtellerie de ce nom. 

## Historique
Jusqu'à la fin du XVIIIe siècle, l'Erdre n'est pas bordée d'un quai. L'ouest de l'actuelle rue des Trois-Croissants est une impasse. Entre 1818 et 1834, le quai Duquesne est créé, et la « rue de l'Écluse » est percée.
Le « pont de l'Écluse », construit en 1828 et appelé jusqu'en 1830 « pont Madame » en hommage à la duchesse de Berry qui a posé sa première pierre, reliait la rue de l'Écluse à la rue de Feltre.
En 1899, la « Petite rue des Carmes » est englobée dans la « rue de l'Écluse ».
La partie ouest de la rue, entre la rue Saint-Léonard et la place de l'Écluse, prend à sa création le nom de « rue de l'Écluse ». À l'est, la partie de la rue entre la rue du Moulin et la rue Saint-Léonard, qui a porté auparavant le nom de rue des Trois-Croissants, est appelée « Petite rue des Carmes », ou « Petite rue des Capucins », et « rue Milton » pendant la Révolution. Puis les deux parties jointes prennent le nom de rue des Trois-Croissants.